# 2005 en informatique
2004 en informatique - 2005 - 2006 en informatique
L'année 2005 dans le domaine de l'informatique.

## Événements

### Union européenne
- Avril : Annonce par le président Jacques Chirac du projet de Bibliothèque numérique européenne (renommée depuis en Europeana).

### États-Unis
- Septembre : apparition du terme web 2.0 utilisé pour la première fois par Tim O'Reilly[1]
- Novembre : Annonce du projet World Digital Library par la Bibliothèque du Congrès (bibliothèque nationale des États-Unis située à Washington).

## Standards
- Octobre : Publication par l'ISO de la norme internationale ISO/CEI 27001, concernant les exigences en matière de techniques de sécurité, et de sécurité de l'information en particulier. Le titre de la norme est : Technologies de l'information - Techniques de sécurité - Systèmes de gestion de sécurité de l'information - Exigences.

- Octobre : annonce d'XPDL 2.0

## Technologie
- Blender sort en version 2.40 le 22 décembre.
- La première version de Git sort le 7 avril.

## Matériel
- Intel et AMD sortent leurs premiers microprocesseurs à double cœurs : chez AMD l'Athlon 64 X2.

## Prix
- Prix Turing : Peter Naur
- Prix Knuth : Mihalis Yannakakis
- Prix Gödel : Noga Alon, Yossi Matias et Mario Szegedy
- Prix Paris Kanellakis : Gerard Holzmann, Robert Kurshan, Moshe Vardi et Pierre Wolper
- Médaille John von Neumann : Michael Stonebraker